# Чехословакия 1968
«Чехословакия 1968» (англ. Czechoslovakia 1968, также англ. Czechoslovakia 1918-1968) — документальный фильм режиссёров Дениса Сэндерса и Роберта М. Фреско. Картина получила премию «Оскар» в номинации «Лучший документальный короткометражный фильм» и была включена Библиотекой Конгресса в Национальный реестр фильмов.
В фильме показана история Чехословакии с 1918 по 1968 годы в картинках и небольших видео. Во второй части фильма особое внимание уделяется событиям Пражской весны и вводу войск в Чехословакию в 1968 году. По воспоминаниям режиссёра Фреско, часть материалов он получил от советского агентства Sovfoto, сказав им, что снимает образовательный фильм. «Чехословакия 1968» была спродюсирована Информационным агентством США. Это привело к спорам во время показа фильма, так как согласно интерпретации Джеймсом Уильямом Фулбрайтом закона Смита-Мундта материалы, созданные агентством, были запрещены к распространению на родине. Фулбрайт обратился к Генеральному прокурору США с целью запретить показ документального фильма, однако получил отказ. Тем не менее, в 1972 году Конгресс США внёс поправки в закон Смита-Мундта, чтобы явно запретить распространение внутри страны материалов, произведённых Информационным агентством США.